# Michel-Louis Rouquette
Pour les articles homonymes, voir Rouquette.
Michel-Louis Rouquette, né le 13 octobre 1948 à Béziers et mort le 30 novembre 2011 à Boujan-sur-Libron, était un psychosociologue français.
Maître-assistant puis professeur de psychologie sociale à l’Université de Montpellier 3 jusqu’en 1999, il a ensuite rejoint l’université de Paris Saint-Denis (Paris 8) puis l’université de Paris-Descartes (Paris 5), où il a dirigé le laboratoire de psychologie environnementale jusqu’à sa retraite, en 2010.
Ses travaux ont marqué la psychologie sociale francophone, notamment dans les champs de l’étude de la pensée sociale (à travers les concepts de rumeurs, de représentations sociales et de nexus) et de la psychologie politique.

## Publications (sélection)
- Propagande et citoyenneté, Paris  : PUF, 2004
- (dir.) Ordres et désordres urbains. Perpignan  : Presses Universitaires de Perpignan, 2006.
- (dir.) La pensée sociale. Toulouse  : Érès. Trad. roumaine  : Gindirea sociala. Iaşi, Polirom, 2010.
- (coll.) Les peurs collectives. Perspectives psychosociales, avec Delouvée S., Rateau P. , Toulouse : Érès, 2013